# Aeroportul Internațional Port Hedland
Aeroportul Internațional Port Hedland (IATA: PHE, ICAO: YPPD) este un aeroport din Australia de Vest, Australia ce deservește zona Port of Port Hedland⁠(d). Aeroportul a fost tranzitat în 2022 de 449.490 de pasageri.
Situat la o altitudine de 10 m, aeroportul dispune de o singură pistă. Este operat de AMPC⁠(d).